# Сотир Велчев
Сотир Велчев е български учител. Деец на Българския червен кръст.

## Биография
Сотир Велчев е роден на 28 януари 1872 година в Самоков, тогава в Османската империя. Завършва Софийския университет през 1893 година.
От 1897 до 1902 година е учител в Солунската българска мъжка гимназия. В Солун, през 1902 година, сключва брак с Виктория Дамянова.
От 1911 до 1926 година е директор на Втора софийска мъжка гимназия. Умира през 1945 година. Погребан е в парцел 38 на Централните софийски гробища.